# Fiat Someca 750
Le Fiat Someca 750 est un tracteur agricole construit en France sous licence par la firme Someca de 1969 à 1975.
Il est, lors qu'il est mis sur le marché, le plus puissant de la série « Nastro d'Oro » (75 ch DIN). En Italie, il est commercialisé sous le nom de Fiat 750.

## Historique
Le Fiat Someca 750 représente, lors de sa commercialisation en 1969, la dernière évolution des tracteurs Someca après la série des « SOM », dont le représentant le plus connu est le SOM 40. Viennent ensuite la gamme « Diamant », puis la série « Nastro d'Oro » (Ruban d'Or), initiée avec le 670 et dont le 750 fait partie. Fiat et Someca, au fil des évolutions successives, proposent des tracteurs robustes et fiables mais simples et exempts de toute sophistication.

## Caractéristiques
Le Fiat Someca 750 est équipé d'un moteur Diesel Fiat-OM C 03/70 à quatre cylindres en ligne et à injection directe, d'une cylindrée totale de 4 562 cm3 (alésage de 110 mm et course de 120 mm), délivrant une puissance de 75 ch DIN à 2 100 tr/min.
La boîte de vitesses à commande manuelle comporte sept rapports avant et deux rapports arrière non synchronisés, répartis en deux groupes de quatre vitesses mais le quatrième rapport de chaque groupe est identique, correspondant à la vitesse de déplacement sur route (24,0 km/h maxi). En option, un troisième groupe permet de bénéficier de sept vitesses supplémentaires dites « rampantes », très lentes, utilisées notamment en maraîchage.
Une prise de force tournant à 540 tr/min est montée en série, avec en option l'équipement à 1 000 tr/min. Someca propose de nombreuses possibilités d'attelage permettent d'adapter le tracteur à un large éventail d'outils
Le tracteur existe en version à quatre roues motrices, mais il se vend mal dans cette configuration car le surcoût est important et la maniabilité fortement dégradée. Le poste de conduite est assez peu ergonomique, comme c'est courant à cette époque. Les cabines proposées sont des abris pour le conducteur, mais leur conception en fait des caisses de résonance. La direction assistée est disponible en option.